# 마야 루돌프
마야 루돌프(Maya Rudolph, 1972년 7월 27일 ~ )는 미국의 배우, 코미디언, 가수이다. 미니 리퍼턴의 딸이다.

## 출연 작품
- 《와인 컨트리》 - 나오미 역
- 《해피타임 스파이》 - 버블스 역
- 《라이프 오브 더 파티》
- 《레고 무비 2》 - 엄마 역 (목소리)
- 《윌러비 가족》 - 유모 역 (목소리)
- 《미첼 가족과 기계 전쟁》 - 린다 미첼 역 (목소리)
- 《리커리쉬 피자》
- 《닌자터틀: 뮤턴트 대소동》 - 신시아 유트롬 역 (목소리)
- 《이프: 상상의 친구》 - 앨리 역 (목소리)